# Биково (Подольський міський округ)
Би́ково (рос. Быково) — селище у складі Подольського міського округу Московської області, Росія.

## Населення
Населення — 1567 осіб (2010; 1630 у 2002).
Національний склад (станом на 2002 рік):
- росіяни — 87 %